# Cuadernos para el Diálogo
Cuadernos para el Diálogo fue una revista cultural, aunque con claro propósito de transmitir un ideario político, el democristiano, que difundió su primer presidente y promotor Joaquín Ruiz-Giménez. El primer número se publicó en octubre de 1963 y dejó de salir en 1978. En 1976 dejó de ser mensual y durante sus últimos meses fue un semanario, que no logró sobrevivir a la Transición.
Acogió a un amplísimo espectro social de escritores y propulsó la carrera política de gran número de sus colaboradores. Fue un referente y un símbolo de la cultura progresista de los años 1960-1970.